# Tumah e taharah

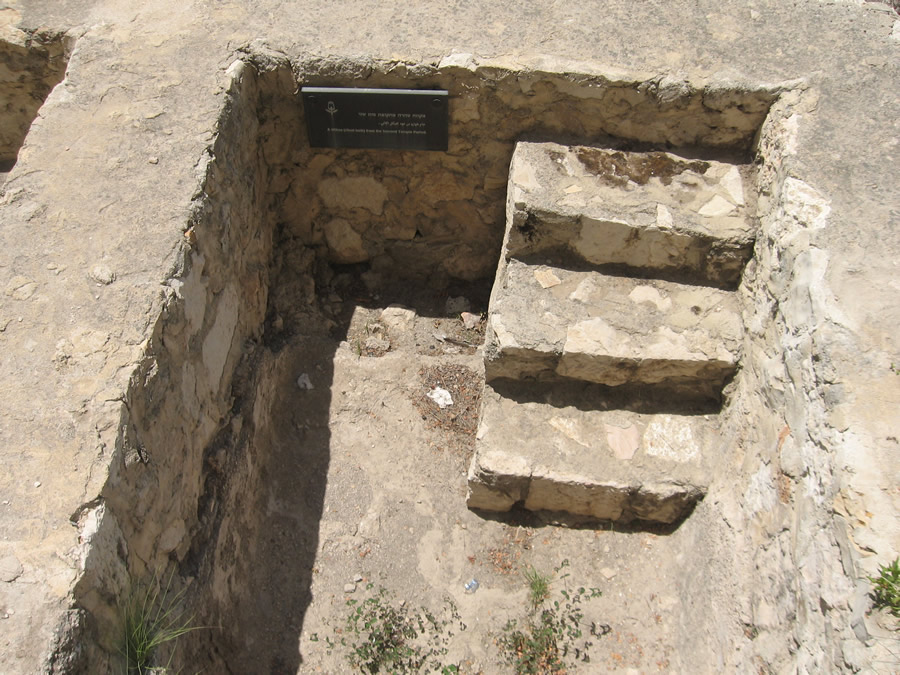
Vasca rituale di purificazione (mikveh) rinvenuta sul Monte del Tempio a Gerusalemme

Tumah e taharah sono termini ebraici che si riferiscono alle "impurità e purità" rituali secondo la Legge ebraica (Halakhah). Il sostantivo ebraico tum'ah (in ebraico טָמְאָה‎?) "impurità" descrive uno stato di impurità rituale. Una persona o oggetto che contrae tumah si dice diventi tamei (aggettivo ebraico, "ritualmente impuro"), e pertanto non idoneo a certe attività sacre (Qedushah in ebraico) fintanto che non abbia eseguito atti purificatori predefiniti che di solito includono la decorrenza di un periodo di tempo specificato.
Il sostantivo ebraico opposto, taharah (טָהֳרָה) descrive uno stato di purità rituale che qualifica il tahor (טָהוֹר, persona o oggetto ritualmente puri) ad essere usato per qedushah. Il metodo più comune per ottenere taharah è che la persona o oggetto siano immersi in un mikveh (bagno/vasca rituale). Questo concetto si collega alle abluzioni rituali ebraiche, e sia lo stato ritualmente impuro sia quello ritualmente puro hanno paralleli nei rituali di purificazione di altre religioni nel mondo.
Le leggi di tumah e taharah erano generalmente osservate dagli Israeliti, particolarmente durante il Primo Tempio e Secondo Tempio, e sono in parte applicabili in tempi moderni secondo la Halakhah vigente.

## Etimologia
Il sostantivo ebraico tum'ah (טֻמְאָה) deriva dal verbo tam'a (טָמֵא), nella forma qal del verbo "diventare impuro"; nel nifal "contaminarsi"; e nel transitivo piel ("intensivo") "contaminare" qualcosa o "pronunciare qualcosa di impuro". La radice verbale ha un aggettivo corrispondente, tame (טָמֵא), "impuro."
In modo simile, anche il sostantivo ebraico tahara (טָהֳרָה) deriva da un verbo, in questo caso da taher (טָהֵר) "essere ritualmente puro" e nel piel transitivo "purificare". Il verbo ed il nome hanno un aggettivo corrispondente, tahor (טָהוֹר), "ritualmente puro". La parola è imparentata con quella araba طهارة (pronunciata quasi identicamente, con l'allungamento della seconda "a") che nell'Islam ha lo stesso significato.
Alcune fonti affermano che il significato dello stato tame indichi una persona "sepolta", cioè bloccata, non in uno stato idoneo a ricevere una illuminazione divina. Tahor, al contrario, viene definito come "puro" nel senso che la persona o oggetto è in una condizione di integrità e può servire da recettore di manifestazione divina. Sebbene "tumah e taharah" sia a volte tradotto "impuro e puro", ciascuno stato è più spirituale che fisico.

## Uso biblico

### Tumah
La forma sostantiva di tumah è usata circa 40 volte nel Testo Masoretico della Bibbia ebraica (Tanakh) e viene generalmente tradotta con "impurità" nelle versioni bibliche italiane. La maggior parte degli usi sono in Levitico, sebbene usi riferentisi all'impurità nazionale si riscontrino in Esdra ed Ezechiele, e Zaccaria profetizzi "i profeti e lo spirito dell'impurità (רוּחַ הַטֻּמְאָה) farò sparire dal paese". L'aggettivo tamei (טָמֵא) "impuro" è molto più comune.

### Taharah
La forma verbale di taharah (טָהֳרָה), il verbo taher (טָהֵר) "essere puri", è usato per la prima volta nella Bibbia ebraica in Genesi 35:2, quando Giacobbe dice alla sua famiglia: "Eliminate gli dei stranieri che avete con voi, e purificatevi".

## Tipi ditumah

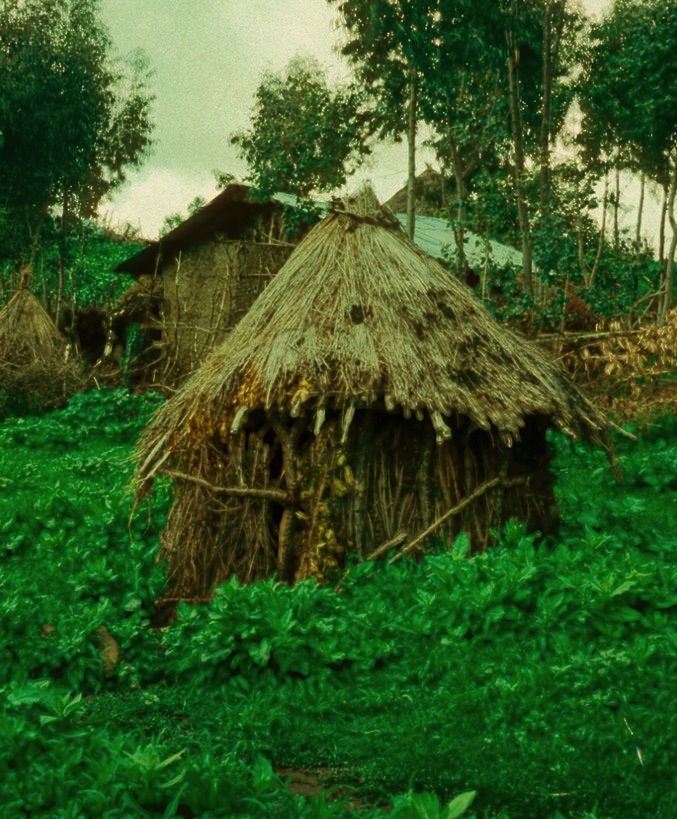
Capanna niddah (Mergem Gogo) presso il villaggio ebraico di Ambober in Etiopia settentrionale, 1976

Una persona o un oggetto possono diventare tame (טָמֵא) "ritualmente impuro", in diversi modi:
1. Contatto con un "corpo morto (cadavere/carogna)"— tumat met — che, oltre al corpo stesso, include sue parti importanti, il terreno in cui il corpo si è decomposto, e altro.[11]
2. Essere presenti in un edificio o struttura coperta che contenga un corpo morto (tumat ohel).[11]
3. Venire in contatto con certi animali morti, compresi la maggioranza degli insetti e tutti i sauri (elencati in Levitico, Capitolo 11, versetti 29–32).[12]
4. Contatto con certi fluidi corporei — niddah, zav/zavah — Questa tradizione è osservata dall'ebraismo ortodosso e rimane una normativa nell'ambito dell'ebraismo conservatore. Sebbene l'ebraismo conservatore mantenga il concetto di niddah e la proibizione di rapporti sessuali durante il periodo di niddah (incluso il parto), decisioni recenti del Committee on Jewish Law and Standards hanno sottoscritto interpretazioni multiple del concetto di zavah, come anche lo stato di tumah nel niddah. La veduta liberale dei concetti di tumah e taharah non sono pertinenti fuori del contesto del Tempio di Gerusalemme (non più esistente, distinto quindi dalla sinagoga; pertanto oggigiorno niddah non può provocare tumah); il concetto di zavah non è più applicabile e si permette agli sposi di toccarsi in "maniera casta" durante il periodo di niddah (mantenendo invece la proibizione sul rapporto sessuale). L'interpretazione tradizionale conserva l'applicabilità dei concetti di tumah, taharah, e zavah, e il divieto di qualsiasi contatto fisico.[13]
5. Dopo aver partorito un bambino (il periodo di tumah è 7 giorni per un neonato maschio, seguito da 33 giorni di taharah e 14 giorni per un neonato femmina seguito da 66 giorni di taharah).[4]
6. Contatto con una fonte primaria di tumah o un oggetto che è stato in contatto con una fonte primaria di tumah.[4]
7. Contrarre tzaraath— si veda Levitico 13–14[14].

## Nella Torah
La Torah allude per la prima volta al concetto di taharah in termini di purità rituale nella direttiva di Dio a Mosè affinché istruisse i Figli di Israele a non avere rapporti sessuali per un periodo di tre giorni prima della consegna della Torah sul Monte Sinai:
Dopo il ricevimento della Torah, durante il secondo anno dell'esodo degli Israeliti dall'Egitto, mitzvot più specifiche furono date agli Israeliti, che comprendevano tumah e taharah;
Il peso della legge di tumah e taharah come registrato nella Torah è centralizzato nel libro di Levitico, libro che si occupa in primo luogo del servizio al Tempio svolto dal Kohen. Quando esisteva il Tempio di Gerusalemme, sacrifici speciali e cerimonie venivano celebrate per la purificazione di vari tipi di impurità, tra cui la cerimonia della Giovenca rossa dopo contatto con cadavere, e cerimonie particolari per la tzaraath e parto.

## Nella Mishnah
La Mishnah dedica una delle sue sei suddivisioni alle leggi della Torah riguardo a tumah, impurità, e taharah, purità. Tale divisione o "ordine" si chiama Tohorot (plurale "purità rituali") e consiste di dodici trattati.

## Nella letteratura talmudica ed ebraica medievale
Sebbene la suddivisione della Mishnah in Tohorot non venga trattata sistematicamente nel Talmud, la letteratura rabbinica continuò ad esaminare le leggi di impurità e di purificazione.
Maimonide (m. 1204) chiarisce che, oltre a tutto Israele, i sacerdoti dovevano essere esperti ed estremamente versati nella legge di "tumah e taharah". A causa del suo ruolo di servizio al Tempio e la consumazione continua annuale di terumah (" offerte elevate"), ciascun sacerdote doveva sempre essere in uno stato tahor (puro). Il Rabbino francese Hezekiah ben Manoah (XIII secolo) afferma che il nome latino di Leviticus dato a questo libro biblico è una dimostrazione che i relativi contenuti si riferiscano primariamente al Kohen, che fa parte della Tribù di Levi.

### Obbligazione o opzione
Generalmente non si ritrova un requisito specifico nella Torah[ che obblighi l'ebreo a non diventare tamei (impuro), fatta eccezione per i tre periodi di festività annuali (Shalosh Regalim), quando visitare il Tempio in uno stato tahor (puro) era una mitzvah, e quindi obbligatorio. Tuttavia, basandosi sul versetto "E voi sarete degli uomini santi per me" (Esodo 22:31), gli scrittori saggi ebrei durante il periodo del Secondo Tempio, come Gamaliele e altri, hanno incoraggiato l'atto di mantenere gradi di tumah e taharah tutto l'anno. Quell'Israelita che si offriva di osservare le leggi ed i particolari di "tumah e taharah" tutto l'anno era chiamato porush, che significava "separato", cioè si separava da  tumah.
Alcuni commentatori della Torah e poskim sostengono il mantenimento di gradi specifici di tumah e taharah anche in assenza del Tempio di Gerusalemme e nella diaspora. Le suddivisioni consigliate di tumah e taharah includono tumath ochlin v'mashkin (consumare cibo e bevande non tamei) e astenersi da impurità provocate da niddah.